# Der Held der westlichen Welt (1978)
Der Held der westlichen Welt ist die Studioaufzeichnung des Fernsehens der DDR von Piet Dreschers Inszenierung des gleichnamigen Schauspiels von John Millington Synge in der Übersetzung von Anna Elisabeth Wiede und Peter Hacks am Städtischen Theater Karl-Marx-Stadt.

## Handlung
Das Stück spielt Anfang des 19. Jahrhunderts im Wirtshaus des James Flaherty an der Küste von Mayo, einer Grafschaft in Connacht im Nordwesten Irlands. Der Wirt will sich gerade mit einigen Freunden auf den Weg zu einer Beerdigung machen. Seine Tochter Margaret soll allein im Gasthaus bleiben, denn ihr zukünftiger Ehemann Shawn Keogh will erst dann über Nacht bei ihr bleiben, wenn der Pfarrer sie verheiratet hat. Da trifft Christopher Mahon ein, ein junger Mann, der behauptet, seinen Vater getötet zu haben. Aus Verzweiflung hatte Christopher seinen tyrannischen Vater in Folge eines Streits auf einem Kartoffelacker mit einem Spaten geschlagen und war in panischer Angst geflohen, als der alte Mahon leblos liegen blieb. Nächtelang irrte er umher. Seine Geschichte, die er im Wirtshaus des Flaherty nur zögernd zum Besten gibt, reizt die Vorstellungskraft der Anwesenden. Solch ein „mutiger“ Mann war noch nie vorbeigekommen. Besonders Margaret findet Gefallen an ihm und nachdem ihn ihr Vater als Schankburschen eingestellt hat, schickt sie ihren zukünftigen Ehemann schnell nach Hause.
Im Dorf spricht sich die Neuigkeit schnell herum und am nächsten Morgen kommen die schönen Mädchen des Ortes um dem mutigen Mann mit leckeren Essbaren zu versorgen. Auch die Witwe Quin findet sich ein, die gern wieder einen starken Mann bei sich hätte. Alle bewundern Christopher Mahon, außer Shawn Keogh, der ihn völlig neu einkleidet, nur damit der verschwindet. Inzwischen taucht aber der vermeintlich tote Vater, am Kopf schwer verletzt, in der Gaststube auf um seinen Sohn zu suchen, der sich gerade bei einem Reiterwettkampf im Dorf befindet. Die Witwe Quin ahnt Schlimmes und es gelingt ihr, ihn wieder wegzuschicken. Während Christopher sich im Schankraum für seinen Sieg im Wettkampf feiern lässt, taucht sein Vater erneut auf. Der ganze Glanz eines mutigen Mörders erlischt und der Sohn wird als Schwindler bezeichnet. Nun greift der Sohn erneut zum Spaten und bringt seinen Vater ein zweites Mal um. Aber wenn solch eine Tat in unmittelbarer Nähe geschieht, findet dieses bei den Anwesenden keinen Anklang. Alle wenden sich jetzt von dem jungen Mahon ab und wollen ihn hängen sehen. Doch überraschend hat der alte Mahon den Angriff ein weiteres Mal überlebt und verlässt schnellstens mit seinem Sohn die Gegend.

## Produktion
Die Aufzeichnung erlebte am 1. April 1978 ihre Fernsehuraufführung im 2. Programm des Fernsehens der DDR. Die Aufführung war in der Zeit zwischen dem Brand des alten Karl-Marx-Städter Schauspielhauses (1976) und der Eröffnung des neuen Schauspielhauses (1980) aufgezeichnet worden.